# コールドドラフト
コールドドラフトとは、冷たい窓辺から発生する下降冷気のことで、室内に温度差が生じるため空間の快適性を損なうばかりか、脳溢血や冷え性が悪化するなど身体的にも悪影響を及ぼすと言われている。
窓の断熱性を高めることでコールドドラフトを抑える効果がある。